# Amygdalin
Amygdalin (Tiếng Hy Lạp cổ đại: ἀμυγδαλή amygdálē - "hạnh nhân") là một hợp chất hóa học tự nhiên được nhầm lẫn như một phương pháp chữa bệnh ung thư. Nó được tìm thấy trong nhiều loại thực vật, nhưng đáng chú ý nhất là trong hạt (nhân) của quả mơ, hạnh đắng, táo, đào và mận.
Amygdalin được phân loại là một glycoside cyanogenic vì mỗi phân tử amygdalin bao gồm một nhóm nitrile, nhóm này có thể được giải phóng dưới dạng anion cyanide độc hại nhờ tác động của beta-glucosidase. Ăn amygdalin sẽ khiến nó bị phân huỷ giải phóng xyanua trong cơ thể người, và có thể dẫn đến ngộ độc xyanua.
Kể từ đầu những năm 1950, cả amygdalin và một dẫn xuất hóa học có tên laetrile đã được quảng cáo là phương pháp điều trị ung thư thay thế, thường được gọi nhầm là vitamin B17 (thực chất thì cả amygdalin và laetrile đều không phải là vitamin). Nghiên cứu khoa học cho thấy chúng không có hiệu quả về mặt lâm sàng trong điều trị ung thư, cũng như có khả năng gây độc hoặc gây chết người khi uống do ngộ độc xyanua. Việc quảng cáo laetrile để điều trị ung thư đã được mô tả trong các tài liệu y học như một ví dụ điển hình về lang băm, và là "quảng cáo lang băm nhất, phức tạp nhất và chắc chắn là có thù lao nhất trong lịch sử y học".

## Tính chất hóa học
Amygdalin là một glycoside cyanogenic có nguồn gốc từ amino acid thơm phenylalanin. Amygdalin và mận khô phổ biến trong các loài thực vật thuộc họ Rosaceae, đặc biệt là chi Prunus, Poaceae (cỏ), Fabaceae (họ đậu), và trong các loại cây lương thực khác, bao gồm cả hạt lanh và sắn. Trong những thực vật này, amygdalin và các enzym cần thiết để thủy phân nó được lưu trữ ở những vị trí riêng biệt để chúng trộn lẫn với nhau để phản ứng với tổn thương mô. Điều này cung cấp một hệ thống phòng thủ tự nhiên.
Amygdalin có trong nhân của quả hạch, chẳng hạn như hạnh nhân, mơ (14   g / kg), đào (6,8   g / kg) và mận (4–17,5   g / kg tùy thuộc vào giống), và cả trong hạt của táo (3   g / kg). Benzaldehyde được giải phóng từ amygdalin cung cấp một hương vị đắng. Do sự khác biệt trong gen lặn có tên Sweet kernal [Sk], ít amygdalin có trong hạnh nhân không đắng (hoặc ngọt) hơn hạnh nhân đắng. Trong một nghiên cứu, nồng độ amygdalin trong hạnh nhân đắng dao động từ 33–54   g / kg tùy theo giống; các giống semibitter trung bình là 1   g / kg và các loại ngọt trung bình là 0,063   g / kg với sự thay đổi đáng kể dựa trên giống và vùng trồng.
Đối với một phương pháp phân lập amygdalin, đá được tách ra khỏi quả và bẻ vụn để lấy nhân, sau đó được phơi khô dưới ánh nắng mặt trời hoặc trong lò. Hạt nhân được đun sôi trong etanol; khi làm bay hơi dung dịch và thêm dietyl ete, amygdalin được kết tủa dưới dạng tinh thể trắng nhỏ. Amygdalin tự nhiên có cấu hình (R) ở trung tâm phenyl bất đối xứng. Trong điều kiện cơ bản nhẹ, trung tâm tạo âm thanh nổi này đồng phân hóa; (S) -epimer được gọi là neoamygdalin. Mặc dù phiên bản tổng hợp của amygdalin là (R) -epimer, tâm lập thể gắn với nhóm nitrile và phenyl dễ dàng bị epime hóa nếu nhà sản xuất không bảo quản hợp chất đúng cách.
Amygdalin bị thủy phân bởi men β-glucosidase (emulsin)  ruột và amygdalin beta-glucosidase (amygdalase) để tạo ra gentiobiose và L - mandelonitrile. Gentiobiose tiếp tục bị thủy phân để tạo ra glucose, trong khi mandelonitrile (xyanohydrin của benzaldehyde) bị phân hủy để tạo ra benzaldehyde và hydro cyanide. Hydrogen cyanide với số lượng đủ (lượng cho phép hàng ngày: ~ 0,6   mg) gây ngộ độc xyanua có liều uống gây tử vong trong khoảng 0,6–1,5   mg / kg trọng lượng cơ thể.

## Laetrile
Laetrile (được cấp bằng sáng chế năm 1961) là một dẫn xuất bán tổng hợp đơn giản hơn của amygdalin. Laetrile được tổng hợp từ amygdalin bằng cách thủy phân. Nguồn thương mại thông thường được ưa thích là từ hạt mơ (Prunus armeniaca). Tên có nguồn gốc từ các từ riêng biệt " laevorotatory " và "mandelonitrile". Laevorotatory mô tả hóa học lập thể của phân tử, trong khi mandelonitrile đề cập đến phần phân tử mà từ đó xyanua được giải phóng bằng cách phân hủy. 500 mg viên nén laetrile có thể chứa từ 2,5–25 mg hydro cyanide.
Giống như amygdalin, laetrile bị thủy phân trong tá tràng (kiềm) và trong ruột (bằng enzyme) thành axit D - glucuronic và L - mandelonitrile; chất sau thủy phân thành benzaldehyde và hydro xyanua, với số lượng vừa đủ gây ngộ độc xyanua.
Các tuyên bố về laetrile dựa trên ba giả thuyết khác nhau: Giả thuyết đầu tiên đề xuất rằng các tế bào ung thư chứa nhiều beta-glucosidase, giải phóng HCN từ laetrile thông qua quá trình thủy phân. Các tế bào bình thường được báo cáo là không bị ảnh hưởng, bởi vì chúng chứa nồng độ beta-glucosidase thấp và nồng độ rhodan cao, giúp chuyển HCN thành thiocyanate ít độc hơn. Tuy nhiên, sau đó, người ta chỉ ra rằng cả tế bào ung thư và tế bào bình thường chỉ chứa một lượng nhỏ beta-glucosidase và một lượng tương tự rhodan.
Người thứ hai đề xuất rằng, sau khi uống, amygdalin được thủy phân thành mandelonitrile, được vận chuyển nguyên vẹn đến gan và chuyển thành phức hợp beta-glucuronid, sau đó được đưa đến các tế bào ung thư, được thủy phân bởi beta-glucuronidase để giải phóng mandelonitril và sau đó là HCN. Mandelonitrile, tuy nhiên, phân ly thành benzaldehyde và hydro xyanua, và không thể ổn định bằng quá trình glycosyl hóa.
Cuối cùng, người thứ ba khẳng định rằng laetrile là vitamin B-17 được phát hiện, và tiếp tục gợi ý rằng ung thư là kết quả của "sự thiếu hụt B-17". Do đó, người ta công nhận rằng chế độ ăn uống thường xuyên dạng laetrile này sẽ thực sự ngăn ngừa tất cả các bệnh ung thư. Không có bằng chứng nào chứng minh cho phỏng đoán này dưới dạng một quá trình nghiên cứu sinh học, nhu cầu dinh dưỡng hoặc xác định bất kỳ phản ứng hóa sinh nào. Thuật ngữ "vitamin B-17" không được Ủy ban Danh pháp của Viện Vitamin Dinh dưỡng Hoa Kỳ công nhận. Ernst T. Krebs mang nhãn hiệu laetrile như một loại vitamin để nó được phân loại là một chất bổ sung dinh dưỡng hơn là một loại dược phẩm.

### Lịch sử của laetrile

#### Sử dụng ban đầu
Amygdalin lần đầu tiên được phân lập vào năm 1830 từ hạt hạnh nhân đắng (Prunus dulcis) bởi Pierre-Jean Robiquet và Antoine Boutron-Charlard. Liebig và Wöhler đã tìm thấy ba sản phẩm thủy phân của amygdalin: đường, benzaldehyde và axit prussic (hydro xyanua, HCN). Nghiên cứu sau đó cho thấy rằng axit sulfuric thủy phân nó thành D -glucose, benzaldehyde, và axit prussic; trong khi axit clohydric tạo ra axit mandelic, D -glucose và amonia.
Vào năm 1845, amygdalin đã được sử dụng như một phương pháp điều trị ung thư ở Nga, vào những năm 1920 ở Hoa Kỳ, nhưng nó được coi là quá độc. Vào những năm 1950, một dạng tổng hợp được cho là không độc hại đã được cấp bằng sáng chế để sử dụng làm chất bảo quản thịt, và sau đó được tiếp thị là laetrile để điều trị ung thư.
Cơ quan Quản lý Thực phẩm và Dược phẩm Hoa Kỳ đã cấm vận chuyển amygdalin và laetrile giữa các tiểu bang vào năm 1977. Sau đó, 27 bang của Hoa Kỳ đã hợp pháp hóa việc sử dụng amygdalin trong các bang đó.

#### Kết quả tiếp theo
Trong một thử nghiệm có đối chứng năm 1977, laetrile cho thấy không có nhiều hoạt động hơn giả dược.
Sau đó, laetrile đã được thử nghiệm trên 14 hệ thống khối u mà không có bằng chứng về hiệu quả. Trung tâm Ung thư Memorial Sloan – Kettering (MSKCC) kết luận rằng "laetrile không có tác dụng có lợi". Những sai lầm trong một thông cáo báo chí trước đó của MSKCC đã được nêu rõ bởi một nhóm những người ủng hộ sai lầm dẫn đầu bởi Ralph Moss, cựu quan chức phụ trách các vấn đề công cộng của MSKCC, người đã bị sa thải sau khi ông xuất hiện tại một cuộc họp báo cáo buộc bệnh viện che đậy những lợi ích của việc thiếu sót. Những sai lầm này được coi là không nghiêm trọng về mặt khoa học, nhưng Nicholas Wade trên tờ Science nói rằng "ngay cả sự xuất hiện của một sự khác biệt với tính khách quan nghiêm ngặt cũng là điều đáng tiếc."  Các kết quả từ các nghiên cứu này đã được công bố cùng nhau.
Do thiếu bằng chứng, laetrile đã không được Cục Quản lý Thực phẩm và Dược phẩm Hoa Kỳ hoặc Ủy ban Châu Âu chấp thuận.
Viện Y tế Quốc gia Hoa Kỳ đã đánh giá các bằng chứng một cách riêng biệt và kết luận rằng các thử nghiệm lâm sàng của amygdalin cho thấy ít hoặc không có tác dụng chống lại bệnh ung thư. Ví dụ, một thử nghiệm năm 1982 của Phòng khám Mayo trên 175 bệnh nhân cho thấy kích thước khối u đã tăng lên ở tất cả trừ một bệnh nhân. Các tác giả báo cáo rằng "các mối nguy hiểm của liệu pháp amygdalin đã được chứng minh ở một số bệnh nhân bằng các triệu chứng ngộ độc xyanua hoặc nồng độ xyanua trong máu gần đến ngưỡng gây chết."
Nghiên cứu kết luận "Những bệnh nhân tiếp xúc với tác nhân này cần được hướng dẫn về sự nguy hiểm của ngộ độc xyanua, và cần theo dõi cẩn thận nồng độ xyanua trong máu của họ. Amygdalin (Laetrile) là một loại thuốc độc hại không có tác dụng điều trị ung thư ".
Ngoài ra, "Không có thử nghiệm lâm sàng có đối chứng nào (thử nghiệm so sánh các nhóm bệnh nhân nhận được phương pháp điều trị mới với các nhóm không) về laetrile đã được báo cáo." 
Các tác dụng phụ của điều trị laetrile là các triệu chứng ngộ độc xyanua. Những triệu chứng này bao gồm: buồn nôn và nôn, đau đầu, chóng mặt, màu da đỏ như quả anh đào, tổn thương gan, huyết áp thấp bất thường, mí mắt trên sụp xuống, khó đi lại do dây thần kinh bị tổn thương, sốt, rối loạn tâm thần, hôn mê và tử vong.
Ủy ban về các chất gây ô nhiễm trong chuỗi thực phẩm của Cơ quan An toàn Thực phẩm Châu Âu đã nghiên cứu khả năng độc hại của amygdalin trong hạt mơ. Ban Hội thẩm báo cáo, "Nếu người tiêu dùng làm theo khuyến cáo của các trang web quảng cáo tiêu thụ hạt mơ, việc họ tiếp xúc với xyanua sẽ vượt quá nhiều" liều lượng dự kiến gây độc. Ban Hội thẩm cũng báo cáo rằng ngộ độc xyanua cấp tính đã xảy ra ở người lớn đã ăn 20 hạt nhân trở lên và ở trẻ em "từ năm hạt trở lên có vẻ là độc".

### Biện hộ và tính hợp pháp của laetrile
Những người ủng hộ cho laetrile khẳng định rằng có một âm mưu giữa Cục Quản lý Thực phẩm và Dược phẩm Hoa Kỳ, ngành dược phẩm và cộng đồng y tế, bao gồm Hiệp hội Y khoa Hoa Kỳ và Hiệp hội Ung thư Hoa Kỳ, nhằm bóc lột người dân Hoa Kỳ, và đặc biệt là bệnh nhân ung thư.
Những người ủng hộ việc sử dụng laetrile cũng đã thay đổi lý do sử dụng nó, đầu tiên là điều trị ung thư, sau đó là vitamin, sau đó là một phần của chế độ dinh dưỡng "toàn diện", hoặc điều trị đau do ung thư, trong số những loại khác, không có có bất kỳ bằng chứng đáng kể nào hỗ trợ việc sử dụng nó.
Mặc dù thiếu bằng chứng về việc sử dụng nó, laetrile đã phát triển một lượng lớn đáng kể do được quảng bá rộng rãi như một phương pháp điều trị ung thư "không đau" như một biện pháp thay thế cho phẫu thuật và hóa trị có tác dụng phụ đáng kể. Việc sử dụng laetrile đã dẫn đến một số trường hợp tử vong. Cuộc đàn áp của FDA và AMA, bắt đầu từ những năm 1970, khiến giá cả trên thị trường chợ đen leo thang một cách hiệu quả, đóng vai trò là câu chuyện âm mưu và tạo điều kiện cho những kẻ trục lợi vô đạo đức nuôi dưỡng đế chế buôn lậu hàng triệu đô la.
Một số bệnh nhân ung thư Mỹ đã đến México để điều trị bằng chất này, chẳng hạn như tại Bệnh viện Oasis of Hope ở Tijuana. Nam diễn viên Steve McQueen đã qua đời ở Mexico sau cuộc phẫu thuật cắt bỏ khối u dạ dày, trước đó đã trải qua quá trình điều trị kéo dài cho bệnh u trung biểu mô màng phổi (một bệnh ung thư liên quan đến tiếp xúc với amiăng) dưới sự chăm sóc của William D. Kelley, một nha sĩ và bác sĩ chỉnh răng không được cấp phép đã nghĩ ra một phương pháp điều trị ung thư liên quan đến các enzym tuyến tụy, 50 loại vitamin và khoáng chất hàng ngày, các loại dầu gội cơ thể thường xuyên, thuốc xổ và một chế độ ăn uống cụ thể cũng như laetrile.
Những người ủng hộ Laetrile ở Hoa Kỳ bao gồm Dean Burk, cựu nhà hóa học chính của phòng thí nghiệm hóa tế bào của Viện Ung thư Quốc gia, và nhà vô địch vật tay quốc gia Jason Vale, người đã khai man rằng bệnh ung thư thận và tuyến tụy của mình đã được chữa khỏi bằng cách ăn hạt mơ. Vale bị kết án năm 2004 vì tội tiếp thị gian lận thuốc chữa ung thư. Tòa án cũng phát hiện ra rằng Vale đã kiếm được ít nhất 500.000 đô la từ việc bán laetrile gian lận của mình.
Vào những năm 1970, các phiên tòa ở một số bang đã thách thức quyền hạn của FDA trong việc hạn chế quyền truy cập vào thứ mà họ tuyên bố là thuốc có khả năng cứu sống. Hơn hai mươi tiểu bang đã thông qua luật làm cho việc sử dụng Laetrile hợp pháp. Sau phán quyết nhất trí của Tòa án Tối cao tại Rutherford v. Hoa Kỳ  cho rằng việc vận chuyển hợp chất giữa các tiểu bang là bất hợp pháp, việc sử dụng đã giảm đáng kể. Cơ quan Quản lý Thực phẩm và Dược phẩm Hoa Kỳ tiếp tục kết án tù đối với các nhà cung cấp tiếp thị thuốc điều trị ung thư, gọi nó là một "sản phẩm có độc tính cao và không cho thấy bất kỳ tác dụng nào trong việc điều trị ung thư." 